# Clarkdale Arizona Central Railroad

Strecke der AZCR

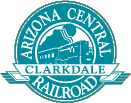
Logo der CACR

Die Clarkdale Arizona Central Railroad (CACR) ist eine amerikanische Local-Bahngesellschaft in Arizona. Das Unternehmen mit Sitz in Clarkdale (Arizona) betreibt die 62 Kilometer lange Strecke von Drake (Arizona) nach Clarkdale (Clarkdale branch). Eigentümer ist die Unternehmensgruppe „The Western Group“ von David L. Durbano.
Die Bahnstrecke wurde am 1. Februar 1913 durch die 1911 gegründete Santa-Fe-Tochtergesellschaft Verde Valley Railroad errichtet. Zuerst diente die Bahnstrecke zum Abtransport des Kupfers aus den Minen bei Jerome. Bereits ab dem 1. November 1912 pachtete die Atchison, Topeka and Santa Fe Railway die Strecke und erwarb sie schließlich 1943. Am 14. April 1989 erwarb die Arizona Central Railroad (AAR-reporting mark: AZCR) die Strecke. Im Rahmen einer Umstrukturierung innerhalb der Western Group wurde die Strecke und der Betrieb 1997 auf die Tochtergesellschaft Clarkdale Arizona Central Railroad übertragen.
Die Gesellschaft verfügt über drei Lokomotiven (zwei EMD GP7 und eine EMD GP9) und hat 17 Beschäftigte. Die Gesellschaft befördert jährlich 1500 Güterwagen. Transportgut sind vor allem Kohle und Zement. Wichtigster Kunde ist das Phoenix-Zement-Werk bei Clarkdale.
Seit 1990 wird neben dem Güterverkehr unter der Bezeichnung Verde Canyon Railroad ein touristischer Ausflugsverkehr durchgeführt. Die Attraktion ist der Verde Canyon, durch dessen Tal die Bahnstrecke führt. Jährlich werden rund 95.000 Personen befördert. Dafür nutzt die Gesellschaft zwei EMD FP7, mehrere luxuriöse Personenwagen sowie spezielle offene Aussichtswagen.